# Kosmos 2284
Kosmos 2284, ruski izviđački satelit iz programa Kosmos. Vrste je Jantar-1KFT (Kometa br. 17).
Lansiran je 29. srpnja 1994. godine u 9:30 s kozmodroma Bajkonura u Kazahstanu. Lansiran je u nisku orbitu oko planeta Zemlje raketom nosačem Sojuz-U 11A511U. Orbita mu je bila 211 km u perigeju i 274 km u apogeju. Orbitna inklinacija mu je bila 70,38°. Spacetrackov kataloški broj je 23187. COSPARova oznaka je 1994-044-A. Zemlju je obilazio u 89,35 minuta. Pri lansiranju bio je mase 6600 kg. 
Sletio je 11. rujna 1994. godine.

## Vanjske poveznice
- N2YO.com Search Satellite Database
- Celes Trak SATCAT Format Documentation (engl.)
- Kunstman  Arhivirana inačica izvorne stranice od 12. kolovoza 2019. (Wayback Machine) Satellites in Orbit (engl.)